# Oligosoma notosaurus
Espèce
Synonymes
- Leiolopisma notosaurus Patterson & Daugherty, 1990

Statut de conservation UICN

 DD  : Données insuffisantes
Oligosoma notosaurus est une espèce de sauriens de la famille des Scincidae.

## Répartition
Cette espèce est endémique de Nouvelle-Zélande. Elle se rencontre sur l'île Stewart et l'île de la Morue.

## Étymologie
Le nom spécifique notosaurus vient du grec notos, le Sud, et de saurus, la lézard, en référence à la distribution de ce saurien.

## Publication originale
- Patterson & Daugherty, 1990 : Four new species and one new subspecies of skinks, genus Leiolopisma (Reptilia: Lacertilia: Scincidae) from New Zealand. Journal of the Royal Society of New Zealand, vol. 20, no 1, p. 65-84+252.